# Mistrzostwa Świata w biegu 24-godzinnym 2012
9. Mistrzostwa Świata w biegu 24-godzinnym 2012 – zawody lekkoatletyczne, które odbyły się 8 i 9 września 2012 w Katowicach.

## Medaliści
|                         | 1. miejsce                                                                 | Rezultat   | 2. miejsce                                                                 | Rezultat   | 3. miejsce                                                                 | Rezultat   |
| Mężczyźni indywidualnie | Michael Morton                                                             | 277,543 km | Florian Reus                                                               | 261,718 km | Ludovic Dilmi                                                              | 257,819 km |
| Mężczyźni drużynowo     | Niemcy 1. Florian Reus · 2. Michael Vanicek · 3. Patrick Hösl              | 759,457 km | Francja 1. Ludovic Dilmi · 2. Emmanuel Fontaine · 3. Jean-Francois Harruis | 756,710 km | Stany Zjednoczone 1. Michael Morton · 2. Harvey Lewis · 3. Joseph Fejes    | 754,786 km |
| Kobiety indywidualnie   | Michaela Dimitriadu                                                        | 244,232 km | Constance Gardner                                                          | 240,385 km | Emily Gelder                                                               | 238,875 km |
| Kobiety drużynowo       | Stany Zjednoczone 1. Constance Gardner · 2. Suzanna Bon · 3. Anne Lundblad | 694,620 km | Francja 1. Cécile Nissen · 2. Anne-Marie Vernet · 3. Pascale Bouly         | 666,503 km | Wielka Brytania 1. Emily Gelder · 2. Debbie Martin-Consani · 3. Sharon Law | 666,461 km |

## Reprezentacja Polski

### Mężczyźni
Drużyna mężczyzn zajęła 4. miejsce z wynikiem 741,267 km
| Miejsce | Zawodnik            | Klub                 | Rezultat   |
| 5.      | Piotr Sawicki       | AKL Ursynów Warszawa | 254,093 km |
| 10.     | Andrzej Radzikowski | LKS Olymp Błonie     | 249,809 km |
| 28.     | Paweł Szynal        | LKS Olymp Błonie     | 237,365 km |
| 42.     | Tomasz Kuliński     | WKB Meta Lubliniec   | 227,120 km |
| 57.     | Ireneusz Czapiga    | TS AKS Chorzów       | 218,879 km |
| 65.     | Waldemar Pędzich    | LKS Kurp Ostrołęka   | 217,060 km |
| 86.     | Marcin Sieja        | Agros Żary           | 206,203 km |
| 122.    | August Jakubik      | TL Pogoń Ruda Śląska | 192,144 km |

### Kobiety
Drużyna kobiet zajęła 12. miejsce z wynikiem 556,233 km
| Miejsce | Zawodniczka         | Klub                    | Rezultat   |
| 16.     | Aleksandra Niwińska | AZS AWF Katowice        | 214,037 km |
| 37.     | Dorota Szeszko      | AZS AWF Katowice        | 190,799 km |
| 71.     | Alicja Banasiak     | KS Sprint Bielsko-Biała | 151,397 km |
| 71.     | Agnieszka Mizera    | AZS AWF Katowice        | 151,397 km |